# Luis Tudanca Fernández
Luis Tudanca Fernández (Burgos, 25 de maig de 1978) és un polític espanyol, secretari general del Partit Socialista Obrer Espanyol de Castella i Lleó (PSOE CyL).
Nascut el 25 de maig de 1978 a Burgos es va llicenciar en dret per la Universitat de Burgos. Afiliado al Partit Socialista Obrer Espanyol (PSOE) el 2000, es va convertir en líder de las Joventuts Socialistes a la província de Burgos.
Diputat per la província de Burgos al Congrés dels Diputats en la novena i desena legislatures, el 2014, després de la seva victòria a unes primaries en què es va imposar a Julio Villarrubia, es va convertir en el nou secretari general del PSOE de Castella i Lleó.
Número 1 de la llista del PSOE a la província de Burgos per a les eleccions a les Corts de Castella i Lleó de 2015 i candidat postulat pel partit a la presidència de la Junta de Castella i Lleó, va resultar electe procurador de la novena legislatura del parlament regional.